# Pulvertürmchen

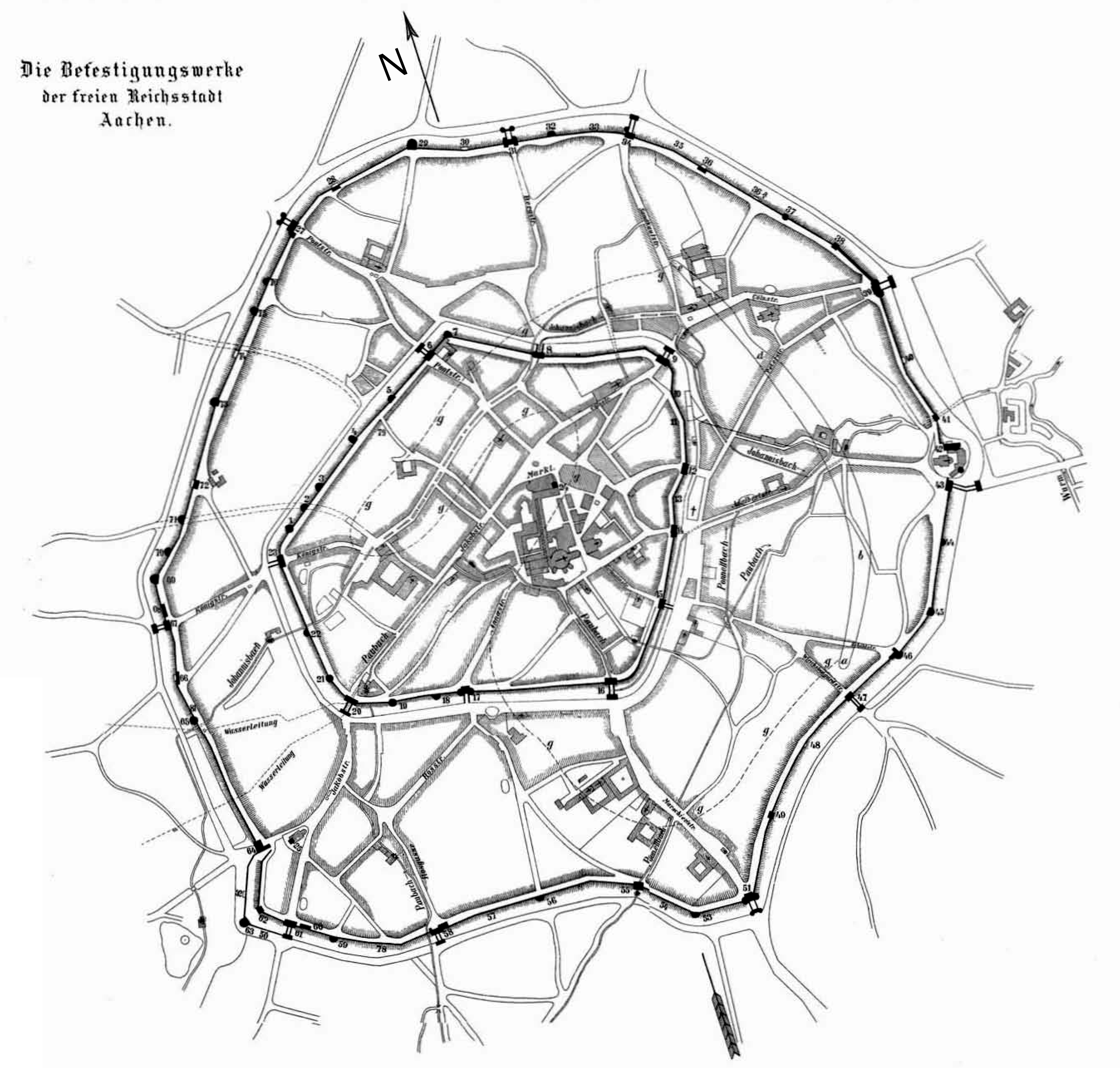
Overzicht van de vestingwerken in Aken. Nummer 45 is de Pulvertürmchen.

De Pulvertürmchen was een weertoren en maakte deel uit van de tussen 1300 en 1350 gebouwde buitenste stadsmuren van de Duitse stad Aken. De waltoren bestaat niet meer.

## Locatie
In de buitenste ringmuur stond de Pulvertürmchen in het oostzuidoosten tussen de Adalbertstor (in het noordnoordoosten) en de Wirichsbongardstor (in het westzuidwesten). Ze bevond zich nabij wat nu de Beeckstraße is, ten zuiden van de Wespienstraße. Tussen de Pulvertürmchen en de Adalbertstor bevond zich de Rotkugelturm. Tussen de Pulvertürmchen en de Wirichsbongardstor bevond zich de Schildturm.

## Geschiedenis
De bouwdatum van de Pulvertürmchen werd niet overgeleverd, maar werd vermoedelijk opgetrokken in de 13e of 14e eeuw aangezien in de periode van 1257 tot 1357 de buitenste stadsmuur gebouwd werd.
De Pulvertürmchen werd gebruikt als opslagruimte voor poeder, net als de Langer Turm, die daarom ook Pulverturm genoemd werd. De naam wijst ook op het doel van de toren, maar was niet de oorspronkelijke naam van de toren. De oorspronkelijke naam is niet overgeleverd.
In 1860 werd de toren gedeeltelijk afgebroken. Tot aan de volledige afbraak in 1871 diende het gebouw nog als bedrijfsgebouw van een ververij.

## Beschrijving
De toren werd gebouwd in een halve cirkel met een breedte van 8,3 meter en een diepte van 6,3 meter. Opmerkelijk is de wanddikte van 1,8 meter. Via de drie schietgaten op de eerste verdieping, was het mogelijk om aanvallers onder schot te nemen.